# 張鑑泉

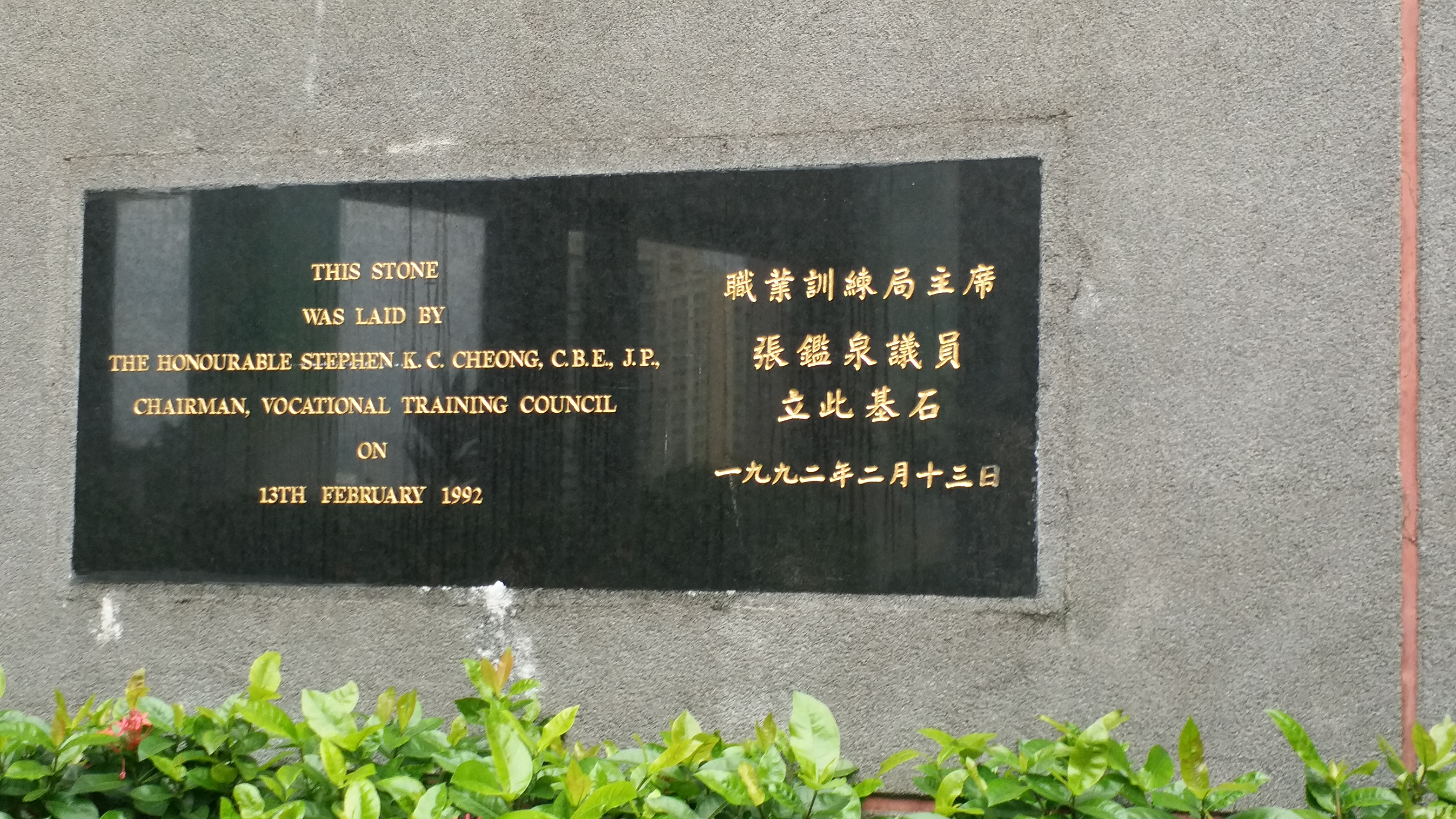
1992年2月13日，時任職業訓練局主席張鑑泉議員曾在香港專業教育學院青衣分校立此基石（2020年10月）

張鑑泉，CBE，JP（1941年5月31日—1993年5月18日），香港商人，前香港立法局議員、曾任職業訓練局主席。

## 生平
在1980年首次獲委任為立法局議員，1985年9月26日自工業界（一）功能組別當選立法局議員，在1988年及1991年再度在工業界功能組別連任當選成為立法局議員。當時香港前途問題尚未明朗，他曾建議香港申請在1998年舉辦世界博覽會，以穩定人心及向外國展示香港依然安定繁榮。但其動議被當時的立法局否決，令張鑑泉在記者會上落淚。
1993年5月17日晚上，張鑑泉在出席香港記者協會晚宴後心臟病發，延至翌日（18日）早上不治，終年51歲，而他的逝去象徵一個老建制派時代之終結，其缺由田北俊取代。
與當時同為立法局議員的李鵬飛是好友，二人曾合作擁有馬匹利港基；與壹傳媒創辦人黎智英亦為好友，而妹夫是現任香港立法會主席、代表工業界（第一）議員梁君彥。